# 七戶町
七戶町（日语：／ Shichinohe machi */?）是位於日本青森縣東部的町，隸屬於上北郡。轄區地處八甲田山東側，東邊為東北町，南邊為十和田市，西邊則為青森市。七戶町境內屬於繩紋時代的遺址數量相當多，在江戶時代則屬於盛岡藩的領地。當地相當盛行培育賽馬的產業，在七戶的道之驛前設有在東京優駿中勝出的賽馬雕像。

## 地理
七戶町西部為海拔超過1000公尺的八甲田山連峰，境內由西往東流的河川上流域上散布著許多水田。

### 氣候
根據統計，2019年七戶町的年均溫為10.2℃，年降雨量為844.5毫米。6月至7月受到挾帶毛毛雨的涼冷東北風影響，氣溫較低。12月至隔年3月受到強勁的西北季風吹拂，使當地天氣多雲且經常下雪。平原地區的積雪深度為40至100公分，鄰近山岳的地區的積雪深度則可達2公尺。

## 歷史
舊天間林村地區在古時便有人類定居，境內屬於繩紋時代的二森貝塚可追溯至5500年至4000年前。二森貝塚則於2021年被列為日本北部的繩紋史前遺址群之一，並且被聯合國教科文組織登陸為世界文化遺產。屬於古墳時代的森澤遺址中則出土大量來自近畿地方和北海道的文物。
舊七戶町地區也發掘出80多所屬於繩紋時代的遺址，其時間落在7000年至2500年前。奈良時代的膝森遺跡和平安時代的貝口遺跡顯示當地曾存在大規模的聚落。而由於當地曾出土屬於平安時代末期的常滑壺，因此推測七戶町地區與平泉的奧州藤原氏有著密切的關聯。
七戶地區在史料中的最早記錄可追溯至鎌倉時代到南北朝時代。室町時代，根城城主南部政光在當地建造七戶城，並致力於整修城堡和街道。之後南部政光移居至七戶地區並擔任七戶城城主。戰國時代末期的天正20年（1592年），九戶政實之亂結束後，七戶城在豐臣秀吉的一國一城令下被毀。寛文4年（1664年），南部重信出任盛岡藩藩主，並在七戶地區設立直接隸屬於盛岡藩的代官所。此後盛岡藩統治當地至明治初期。
1889年（明治22年）4月1日，當地實施町村制並成立七戶村。1902年（明治35年）9月1日 ，七戶村改制為七戶町。2005年（平成17年）3月31日，舊七戶町與天間林村合併成現今的七戶町。

## 行政
- 町長：小又勉（2009年（平成21年）～）任期至：2013年（平成25年）4月23日
  - 出生於1949年（昭和24年）1月2日（60歲）簡歷：前副町長

歴代町長
| 任 | 姓名     | 就任年月日                |
| -- | -------- | ------------------------- |
| 1  | 福士孝衛 | 2005年（平成17年）4月24日 |
| 2  | 小又勉   | 2009年（平成21年）4月24日 |

- 町議會：議員數目16名（在任特例法適用）（公明黨1名、無所属15名）

## 經濟
當地以農業為主，生產馬鈴薯、大蒜和牛蒡等農產品。

### 郵政

#### 配送據點
- 郵政事業野邊地分店
  - 七戶配送據點
  - 天間林集配送據點

#### 郵政局
- 七戶郵政局（84005）
- 天間林郵政局（84118）
- 榎林郵政局（84118）

## 交通

### 鐵道
- 東北新幹線：七戶十和田站

以前曾有南部縱貫鐵道線在七戶及野邊地之間行駛，不過在1997年（平成9年）休業，並在2002年被廢除。

### 巴士
- 十和田觀光電鐵
  - 青森市、野邊地町、東北町（舊上北町）、十和田市、三澤市
- 七戶町地方自治團體巴士

### 道路
- 一般國道 
  - 國道4號
    - 道之驛七戶

  - 國道394號
- 主要地方道
  - 青森縣道8號八戶野邊地線
  - 青森縣道22號三澤七戶線
- 一般縣道
  - 青森縣道118號七戶十和田湖線
  - 青森縣道121號七戶上北町停車場線
  - 青森縣道173號乙供停車場中野線
  - 青森縣道219號水喰上北町停車場線
  - 青森縣道242跑後平青森線（部份為陸奧收費道路）
  - 青森縣道257號後平馬屋尻線（陸奧收費道路）

## 觀光

### 景點、遺跡
- 大銀南木
- 七戶城城址（七戶字貝之口，國家歷史遺跡 （页面存档备份，存于））
- 天王神社（1394年勘進）
- 見町観音堂（見町，1396年創建。縣重要寶物 （页面存档备份，存于）、有形的民俗文物財產：繪馬、讀經札等（页面存档备份，存于） ，展示繪馬館）
- 小田子不動堂（和田下，1396年創設。有形的民俗文物財產：繪馬（页面存档备份，存于），展示繪馬館）
- 山屋藥師堂（平安末期建立）
- 青岩寺（字町，縣重要寶物：本堂（页面存档备份，存于））
- 二森貝塚（縣内最大、國內屈指可數的有規模的遺跡。一般認為是4,000至5,550年前的繩文前期至中期的遺跡。國家歷史遺跡 （页面存档备份，存于））
- 一里塚（町內存在著2座。縣歷史遺跡（卒古澤）（页面存档备份，存于）、（森之上、森之下）（页面存档备份，存于）、慶長年間。）
- 千曳神社（807年，傳說為坂上田村麻呂所創建。）
- 舊七戶郵政局（七戶，登記的有形文化財產 （页面存档备份，存于）。昭和3年（1928年）竣工。）
- 鷹山宇一紀念美術館（繪馬館）
- 東八甲田家族旅行村
- 東八甲田玫瑰鄉村
- 七戶町營滑雪場
- 諏訪牧場：進行賽馬的生產及育成。出名的生產馬為及。
- 雛蝙蝠：於瀕危物種紅色名錄中記載。
- 銀南木（いちょうのき）（銀南木五奄河原，縣自然景觀 （页面存档备份，存于）、推定樹齡700年。

### 祭典、特別活動
- 七戶秋祭: 為傳統的儀式，為七戶町的商店的祭事。

## 地域

### 教育

#### 高校
- 青森縣立七戶高校
- 青森縣立八甲田高校（2007年前為青森縣立七戶高校八甲田校舍）

#### 中學
- 七戶町立七戶中學
- 七戶町立天間館中學
- 七戶町立榎林中學

#### 小學
- 七戶町立七戶小學
- 七戶町立城南小學
- 七戶町立天間西小學
- 七戶町立天間東小學

#### 特別支援學校
- 青森縣立七戶養護學校

#### 專門學校
- 青森縣營農大學（専修學校專門課程、農業者研修教育施設）

### 所屬警察署
- 七戶警察署
  - 榎林駐在所
  - 天間林駐在所

### 所屬消防署
- 中部上北廣域事務組合
  - 公立中央消防署

### 金融
- 青森銀行七戶分店
- 陸奧銀行
  - 七戶分店
  - 天間林分店
- 青之森信用金庫七戶分店（舊八戶信金店）
- 青森縣信用組合七戶分店

### 其他主要機關、企業
- 獨立行政法人 種苗管理中心上北農場
- 獨立行政法人 家畜改良中心奧羽牧場
- 獨立行政法人 農業技術研究機構動物衛生研究所七戶研究設施
- 日本輕種馬工會 七戶種馬場

## 姐妹城市、提攜都市

### 國外
- 河東郡（大韓民國慶尚南道）

## 本地出身的名人
- 蛯名武五郎: 國營競馬、日本中央競馬會的騎師。
- 鷹山宇一
- 橋本武廣: 原職業棒球選手
- 上野俊量（1759年（寶曆9年）～1803年（享和3年））:禪僧，受永平寺的委託進行『正法眼藏』的出版工作。
- 魁輝薫秀（大相撲前關脇、友綱親方）
- 倉岡生夏（寫真偶像）